# Танавель
Танаве́ль (фр. и окс. Tanavelle) — коммуна во Франции, находится в регионе Овернь. Департамент — Канталь. Входит в состав кантона Сен-Флур-Сюд. Округ коммуны — Сен-Флур.
Код INSEE коммуны — 15232.
Коммуна расположена приблизительно в 430 км к югу от Парижа, в 85 км южнее Клермон-Феррана, в 50 км к востоку от Орийака.

## Население
Население коммуны на 2008 год составляло 248 человек.
| 1962 | 1968 | 1975 | 1982 | 1990 | 1999 | 2008 |
| ---- | ---- | ---- | ---- | ---- | ---- | ---- |
| 248  | 259  | 240  | 213  | 219  | 250  | 248  |

## Экономика

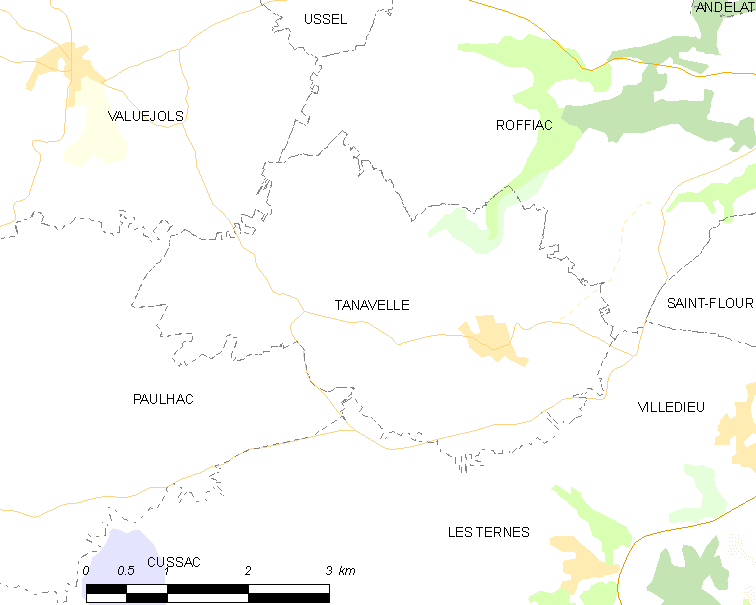
Карта коммуны

В 2007 году среди 173 человек в трудоспособном возрасте (15—64 лет) 142 были экономически активными, 31 — неактивными (показатель активности — 82,1 %, в 1999 году было 71,8 %). Из 142 активных работали 127 человек (69 мужчин и 58 женщин), безработных было 15 (8 мужчин и 7 женщин). Среди 31 неактивных 8 человек были учениками или студентами, 9 — пенсионерами, 14 были неактивными по другим причинам.